# 거미줄 (악어와 악어새)
《거미줄 (악어와 악어새)》은 2023년에 개봉한 대한민국의 영화이다.

## 캐스팅

### 주연
- 최다형 : 민 마담 역 (사기왕 / 경상도 사투리)
- 정진교 : 형도 역 (동생 / 도시청년)
- 박태현 : 창민 역 (형 / 시골청년)

### 조연
- 이대갑 : 공 실장 역 (사기회사의 실장)
- 천택근 : 천 실장 역 (보이스피싱 고수)
- 강문희 : 강 주임 역 (민 마담 비서)
- 문송희 :신혜 역 (배우)
- 문채현 : 순이 역 (고향 여친 - 충청도 사투리)
- 정인철 : 차 반장 역 (수사반장)
- 김문수 : 김 형사 역 (수사반원)
- 박흥렬 : 박 형사 역 (수사반원)
- 박효근 : 창민 부 역 (고향집-충청도 사투리)
- 김류경 : 창민 모 역 (고향집-충청도 사투리)

### 그 외 출연진
- 은수태 : 홍 사장 역 (부동산 중개사)
- 배경희 : 배 마담 역 (단란주점 주인)
- 오이정 : 수연 모 역 (학부모 / 피해자)
- 호령 : 슈퍼 댁 역 (보이스피싱 피해자)
- 김지니 : 만신 역 (고향집 무당)
- 박병렬 : 아나운서 역
- 이윤선 : 윤 여사 역
- 오수빈 : 오 여사 역
- 한미래 : 한 여사 역
- 이영만 : 이수만 역 (전 국회의원)